# Amadou Meité (judo)
Pour les articles homonymes, voir Meité.
Amadou Méité, sprinteur ivoirien
Amadou Meité, né en 2001, est un judoka français évoluant dans la catégorie poids lourd (+100kg). Il est sacré deux fois champion d'Europe des sourds mais également vice-champion du monde par équipe mixte en 2023 (sans avoir combattu).

## Carrière
Amadou Meité évolue dans la catégorie des plus de 100 kg et fait partie du club Sainte Geneviève Sports Judo. En 2022, il remporte la médaille d'or aux Deaflympics d'été de 2022, ainsi qu'une médaille de bronze par équipe mixte.